# Gazzolo (cognome)
Gazzolo è un cognome di lingua italiana.

## Varianti
Cassioli, Cassola, Cassoli, Cazzola, Cazzolini, Gaz, Gazelli, Gazzelli, Gazzieri, Gazziero, Gazzola, Gazzoletti, Gazzoli, Gazzolini, Gazzone.

## Origine e diffusione
Il cognome è tipicamente emiliano.
Potrebbe derivare dal prenome Agazio e quindi risultare variante di Agazzi oppure da un toponimo.
La variante Gaz è bellunese; Cazzola e Gazzola sono piemontesi e liguri; Gazzieri è piemontese.

## Persone
- Lauro Gazzolo (1900-1970), attore italiano
- Nando Gazzolo (* 1928-2015), attore italiano
- Virginio Gazzolo (* 1936), attore italiano